# Молодіжна збірна Нігерії з футболу
Молодіжна збі́рна Ніге́рії з футбо́лу — команда, яка складається з гравців віком до 20 років і представляє Нігерію на молодіжному чемпіонаті світу та юнацькому чемпіонаті Африки. Керівна організація — Федерація футболу Нігерії.

## Статистика

### Молодіжний чемпіонат світу
- 1977–1981 — Не кваліфікувались
- 1983 — Груповий етап
- 1985 — 3 місце
- 1987 — Груповий етап
- 1989 — 2 місце
- 1991 — 1997 — Не кваліфікувались
- 1999 — Чвертьфінал
- 2001 — 2003 — Не кваліфікувались
- 2005 — 2 місце
- 2007 — Чвертьфінал
- 2009 — 1/8 фіналу
- 2011 — Чвертьфінал
- 2013 — 1/8 фіналу
- 2015–2017 — Не кваліфікувались
- 2019 — 1/8 фіналу
- 2023 — Чвертьфінал

### Юнацький чемпіонат Африки
- 1979 — Півфінал
- 1981 — Півфінал
- 1983 — Переможець
- 1985 — Переможець
- 1987 — Переможець
- 1989 — Переможець
- 1991 — Не брали участь
- 1993 — Груповий етап
- 1995 — 3 місце
- 1997 — Не кваліфікувались
- 1999 — 2 місце
- 2001 — Груповий етап
- 2003 — Не кваліфікувались
- 2005 — Переможець
- 2007 — 2 місце
- 2009 — 3 місце
- 2011 — Переможець
- 2013 — 3 місце
- 2015 — Переможець
- 2017 — Не кваліфікувались
- 2019 — 4 місце
- 2021 — Не кваліфікувались
- 2023 — 3 місце

## Досягнення
- Молодіжний чемпіонат світу:
  -  Віце-чемпіон (2): 1989, 2005
  -  3-є місце (1): 1985

- Чемпіонат Африки:
  -  Чемпіон (7): 1983, 1985, 1987, 1989, 2005, 2011, 2015
  -  Віце-чемпіон (2): 1999, 2007
  -  3-є місце (6): 1979, 1981, 1995, 2009, 2013, 2023